# 北狐符瑞普
北狐符瑞普（日语： Frep the Fox */?）為日本職棒北海道日本火腿鬥士的吉祥物。主題是北海道的原生動物北狐。

## 來歷
- 2016年3月21日，在日本火腿對東京養樂多燕子的比賽中初登場，以見習吉祥物的身分加入日本火腿吉祥物家族。[4]
- 2017年11月26日，日本火腿吉祥物BB熊舉辦粉絲祭，宣布隔年將有新計畫，因此讓符瑞普從見習吉祥物畢業。[5]背號為「179」號，為2017年北海道的市町村數。

## 外部連結
- 北狐符瑞普的Instagram帳戶